# Dvorac Hartheim
Dvorac Hartheim nalazi se u blizini Alkovena u Gornjoj Austriji. Najpoznatiji je kao mjesto ubijanja invalida i psihički bolesnih osoba, logoraša i stranih civilnih radnika koje su između svibnja 1940. i prosinca 1944. godine isplanirali i vršili nacionalsocijalisti. Tijekom tog razdoblja ugljičnim monoksidom u plinskoj komori ubijeno je ukupno 30 000 ljudi.
Godine 2003. u dvorcu Hartheim otvoreno je mjesto učenja i spomen obilježja u znak sjećanja na žrtve nacionalsocijalističke eutanazije.

## Vanjske poveznice
- Dvorac Hartheim, mjesto učenja i komemoracije